# Anticura
Anticura (лат.) — род жуков-водолюбов из подсемейства Cylominae (Rygmodinae).

## Описание
Водолюбы мелкого и среднего размера, широко овальной формы, выпуклые. Длина тела от 5 до 7 мм. Усики состоят из 9 антенномеров. Лабрум скрыт под клипеусом. Глаза мелкие, выступающие. Надкрылья без скутеллярных бороздок. Переднеспинка относительно крупная и широкая, округлая, слегка выемчатая спереди, густо и сильно пунктированная. Наружные края переднеспинки и надкрылья не образуют непрерывной кривой. Надкрылья равномерно широкие, закругленные сзади, с рядами точек. Род встречается в Неотропике (Чили).

## Классификация
Род Anticura был выделен в 1979 году. Anticura можно отличить от близких родов следующими признаками: клипеус с выемкой на переднем крае и округлыми передними углами; бёдра с отчётливыми голенными бороздками (у Cylomissus они отсутствуют). Включён в состав подсемейства Cylominae (ранее Rygmodinae).
- Anticura flinti Spangler, 1979